# Romdoul
Romdoul, hay Rumduol, là một huyện của tỉnh Svay Rieng, Campuchia. Huyện được chia thành 10 khum và 78 phum. Theo thống kê năm 1998, dân số toàn huyện là 49.384 người.
- xã Bos Mon: Bos Mon Leu, Bos Mon Kraom, Veal, Bos Svay, Bos Phlang, Thmei, Srama
- xã Thmea: Thmea, Krasang, Preaek Tnaot, Boeng Kaek, Trapeang Poun, Prey Pou, Pongro, Prey Chamkar
- xã Chak: Chak, Svay Rung, Prey Keav, Chh'oeng Pos, Leak Chea, Chambak Kaong
- xã Chrung Popel: Tuol Sala, Tuol Trea, Neang Chan, Krouch, Preah Angk Kaev, Trapeang Kruos, Trapeang Kraet
- xã Kampong Ampil: Trapeang Damrei, Ta Sak, Kampong Ampil, Boeng, Tuol Chres, Svay Rolum, Ta Tae
- xã Meun Chey: Ampil, Angk Pok, Chong Preaek, Haek Samnanh, Meun Chey, Prey Boeng, Ta Kheng, Trach Totueng, Trapeang Kandal, Veal
- xã Pong Tuek: Andoung Krasang, Bos Touch, Prey tayoun, Preysrakoum, Trapeang Ph'av, Trapeang Thkov, Sek Yum, Tuol Ta Kaev, Tuol Ta Yuon
- xã Sangkae: Svay Rumpea, Poun, Ta Chou, Tuol Chambak, Trapeang Run, Ta Paong, Kouk Srama, Ta Naeng
- xã Svay Chek: Anlong Spean, Ba Krong, Chrak Skor, Kandal, Popul, Roung Damrei, Svay Chek, Trapeang Chambak, Thmei
- xã Thna Thnong: Trapeang Knong, Chamnat Trach, Thna, Thnong, Preaek Pok, Trapeang Thma, Thmei